# Rozsdásmellényű gébics
A rozsdásmellényű gébics vagy Miombo-gébics (Lanius souzae) a madarak osztályának verébalakúak (Passeriformes) rendjébe és a gébicsfélék (Laniidae) családjába tartozó  faj.

## Rendszerezése
A fajt Barboza du Bocage portugál zoológus írta le 1878-ban.

## Alfajai
- Lanius souzae burigi Chapin, 1950
- Lanius souzae souzae Bocage, 1878
- Lanius souzae tacitus Clancey, 1970

## Előfordulása
Angola, Botswana, Gabon, a Kongói Köztársaság, a Kongói Demokratikus Köztársaság, Malawi, Mozambik, Namíbia, Ruanda, Tanzánia és Zambia területén honos. 
Természetes élőhelyei a szubtrópusi és trópusi száraz szavannák. Állandó, nem vonuló faj.

## Megjelenése
Testhossza 18 centiméter, testtömege 21-30 gramm.

## Természetvédelmi helyzete
Az elterjedési területe rendkívül nagy, egyedszáma ugyan csökken, de még nem éri el a kritikus szintet. A Természetvédelmi Világszövetség Vörös listáján nem fenyegetett fajként szerepel.

## További információ
- Képek az interneten a fajról
- Xeno-canto.org - a faj hangja és elterjedési területe